# Picaflors pitnegre
El picaflors pitnegre (Dicaeum haematostictum) és un ocell de la família dels diceids (Dicaeidae).

## Hàbitat i distribució
Habita els boscos de les illes Filipines, a Panay i Negros.